# Der Osten ist rot
Der Osten ist rot (chinesisch 東方紅 / 东方红, Pinyin Dōngfāng Hóng) ist ein chinesisches Loblied auf Mao Zedong. Der Text stammt von Li Youyuan, einem Bauern aus dem Norden der Provinz Shaanxi, die Melodie ist von einem chinesischen Volkslied übernommen.
Es nahm während der Kulturrevolution nahezu den Status einer Nationalhymne an – insbesondere da Tian Han, der Autor der offiziellen Nationalhymne seit 1949 (Marsch der Freiwilligen) während der Kulturrevolution als „Rechtsabweichler“ kritisiert und verfemt wurde, so dass seine Hymne ab etwa 1966 bis 1976 zwar noch gespielt, aber nicht mehr gesungen wurde.

## Text
| 东方红，太阳升， 中国出了个毛泽东。 \|:他为人民谋幸福， 呼儿嗨哟，他是人民大救星！ :\| 毛主席，爱人民， 他是我们的带路人， \|:为了建设新中国， 呼儿嗨哟，领导我们向前进！ :\| 共产党，像太阳， 照到哪里哪里亮。 \|:哪里有了共产党， 呼儿嗨哟，哪里人民得解放！ :\| | Dōngfāng hóng, tàiyáng shēng, Zhōngguó chū le gè Máo Zédōng, \|:Tā wèi rénmín móu xìngfú, Hū ér hāiyō, tā shì rénmín dàjiùxīng! :\| Máo zhǔxí ài rénmín, Tā shì wǒmén de dàilùrén \|:Wèi le jiànshè xīn Zhōngguó, Hū ér hāiyō, lǐngdǎo wǒmén xiàng qián jìn! :\| Gòngchǎndǎng xiàng tàiyáng, Zhào dào nǎlǐ nǎlǐ liàng, \|:Nǎlǐ yǒu le Gòngchǎndǎng, Hū ér hāiyō, nǎlǐ rénmín dé jiěfàng! :\| | Der Osten ist rot, die Sonne geht auf China hat Mao Zedong hervorgebracht. \|:Er plant Glück für das Volk, Hurra, er ist der große Erlöser des Volkes! :\| Der Vorsitzende Mao liebt das Volk, Er führt uns, \|:Um das neue China aufzubauen, Hurra, führt uns nach vorn. :\| Die Kommunistische Partei ist wie die Sonne, Und scheint genau so hell, \|:Wo es eine Kommunistische Partei gibt, Hurra, da ist die Befreiung des Volkes. :\| |

## Sonstiges
Im vierten Satz des Klavierkonzerts Der Gelbe Fluss, einer 1969 uraufgeführten Gemeinschaftskomposition der chinesischen philharmonischen Gesellschaft, ist die Melodie von Der Osten ist rot als Motiv verarbeitet.
Chinas erster, am 24. April 1970 gestarteter Satellit Dong Fang Hong I spielte dieses Lied und funkte es auf der Kurzwellenfrequenz 20,009 MHz zur Erde. Die ab 1984 gestarteten geostationären Kommunikationssatelliten vom Typ Dong Fang Hong 2 waren ebenfalls nach diesem Lied benannt, wie auch die heute verwendeten Satellitenbusse Dong Fang Hong 3, Dong Fang Hong 4 und der bei dem am 27. Dezember 2019 gestarteten Experimentalsatelliten Shijian 20 erstmals verwendete Dong Fang Hong 5.
Die FDJ hat eine 1951 von Paul Wiens nachgedichtete Version des Liedes, Der Osten erglüht, gesungen. Es erschien anlässlich der dritten Weltfestspiele der Jugend und Studenten im Liederbuch Reicht euch die Hände.
„Der Osten ist rot“ ist auch der Titel eines Albums von Holger Czukay von 1984.